# Yellville
Yellville è una località degli Stati Uniti d'America, capoluogo della contea di Marion, nello Stato dell'Arkansas.